# لوک گراهام (بازیکن فوتبال)
لوک گراهام (انگلیسی: Luke Graham؛ زادهٔ ۲۷ آوریل ۱۹۸۶) بازیکن فوتبال اهل بریتانیا است.
از باشگاه‌هایی که در آن بازی کرده‌است می‌توان به باشگاه فوتبال منزفیلد تاون، باشگاه فوتبال فارست گرین راورز، باشگاه فوتبال یورک سیتی، باشگاه فوتبال لوتون تاون، باشگاه فوتبال آلفرتون تاون، باشگاه فوتبال کترینگ تاون، باشگاه فوتبال آیلزبری یونایتد، باشگاه فوتبال بیلریکای، باشگاه فوتبال نورث‌همپتون تاون، و باشگاه فوتبال هرفورد یونایتد اشاره کرد.
وی همچنین در تیم‌های ملی فوتبال Wales national under-19 football team بازی کرده‌است.